# Маріонетковий уряд
Маріонетковий уряд (фр. Le gouvernement fantoche, англ. Puppet government)  — термін, яким визначається уряд, що наділений зовнішніми символами влади, але в якому керівництво і контроль здійснюються іншою владою  .

Термін «маріонетка», «маріонетковий» здавна застосовують в переносному сенсі, наприклад, стосовно особи, що виконує чужу волю, а також по відношенню до державних діячів та урядів, що виконують волю зазвичай іноземних прихованих політичних сил  . 

## Приклади з історії

### Приклади сучасних маріонеткових держав та урядів
- Італійська соціальна республіка (Німеччина) [5]
- В'єтнамська імперія (Японія)
- Тимчасовий уряд (Північний Китай) (Японія)
- Литовська радянська республіка (Радянська Росія)
- Маньчжоу-го (Японія) [6]
- Фінляндська Демократична Республіка (СРСР) [7]
- Режим Віші (Німеччина)
- Незалежна Держава Хорватія (Німеччина, Італія)
- Уряд національного порятунку Мілана Недича (Німеччина)
- Королівство Чорногорія (1941—1944) (Італія, Німеччина)
- Азербайджанський Народний Уряд (СРСР)
- Мехабадська Республіка (СРСР) [8][9]
- Сахарська Арабська Демократична Республіка (Алжир)
- Нагірний Карабах (Вірменія)
- Північний Кіпр (Туреччина)
- Республіка Абхазія (Росія)
- Республіка Південна Осетія (Росія)
- Придністровська Молдавська Республіка (Росія)
- Донецька Народна Республіка (Росія) [10]
- Луганська Народна Республіка (Росія)
- Білорусь (Росія)
- Азад Кашмір (Пакистан)